# Mizuki Hamada
Mizuki Hamada (New Jersey, 18 maggio 1990) è un calciatore giapponese, difensore o centrocampista dell'Omiya Ardija.